# فرنسيس سيوارد
فرنسيس سيوارد (بالإنجليزية: Frances Adeline "Fanny" Seward)‏ هي كاتبة يوميات أمريكية، ولدت في 9 ديسمبر 1844 في أوبورن في الولايات المتحدة، وتوفيت في 29 أكتوبر 1866 في واشنطن العاصمة في الولايات المتحدة بسبب سل.